# اوییگه
اوییگه (به انگلیسی: Uíge (Uije, Carmona, Vila Marechal Carmona)) شهری در استان اوییگه واقع در کشور آنگولا است که در سال ۲۰۰۹ میلادی ۱۱۶٬۷۵۱ نفر جمعیت داشته است.